# Madatyphlops reuteri
Madatyphlops reuteri är en ormart som beskrevs av Boettger 1881. Madatyphlops reuteri ingår i släktet Madatyphlops och familjen maskormar. Inga underarter finns listade i Catalogue of Life.
Denna orm förekommer på nordvästra Madagaskar och på den tillhörande ön Nossi-Bé. Antagligen föredrar arten fuktiga skogar. Honor lägger troligtvis ägg.
Inget är känt angående populationens storlek och möjliga hot. IUCN kategoriserar arten globalt som otillräckligt studerad.